# Адамово (Поморське воєводство)
Адамово (пол. Adamowo) — село в Польщі, у гміні Старий Дзежґонь Штумського повіту Поморського воєводства.
У 1975-1998 роках село належало до Ельблонзького воєводства.